# Teodora (Lwowa)
Teodora, imię świeckie Nina Nikołajewna Lwowa, zd. Tumkowska (ur. 29 marca 1893 w Chabarowsku, zm. 21 grudnia 1976 w Chavincourt-Provemont) – rosyjska mniszka prawosławna, przełożona monasteru Leśniańskiej Ikony Matki Bożej w Chavincourt-Provemont w latach 1949-1976.
Wykształcenie uzyskała w Kijowie na wyższych kursach dla kobiet. W czasie I wojny światowej była siostrą miłosierdzia. W czasie rosyjskiej wojny domowej wyszła za mąż za księcia Konstantina Lwowa, jednak mężczyzna zmarł na tyfus po ośmiu miesiącach od ślubu. Nina Lwowa opuściła Rosję razem z wycofującymi się Białymi. W 1928, z błogosławieństwa metropolity Antoniego (Chrapowickiego), wstąpiła do wspólnoty mniszek byłego monasteru Narodzenia Matki Bożej w Leśnej, przebywającej w monasterze Novo Hopovo w Królestwie SHS. Po złożeniu wieczystych ślubów mniszych  została kierowniczką domu dziecka przy monasterze.
W czasie II wojny światowej, gdy przełożona klasztoru ihumenia Nina (Kosakowska) z powodu swojego wieku i złego stanu zdrowia nie była w stanie zajmować się wszystkimi jego sprawami, kierownictwo wspólnotą stopniowo przechodziło w ręce mniszki Teodory. W 1949, po śmierci ihumeni, Teodora została jej następczynią. W 1950 z jej inicjatywy wspólnota opuściła socjalistyczną Jugosławię i udała się do Francji, gdzie zakonnice powołały do życia monaster Leśniańskiej Ikony Matki Bożej w Chavincourt-Provemont.
Ihumenia Teodora zmarła w 1976 po długiej chorobie. W ostatnich latach jej życia kierowanie wspólnotą stopniowo przejmowała jej najbliższa współpracownica, mniszka Magdalena, która też została po niej ihumenią monasteru.